# الثلاثي المرح
الثلاثي المرح هي فرقة موسيقية مصرية شهيرة، ظهرت في خمسينيات القرن العشرين، تميزت بأعمالها الاجتماعية التي تناسب جميع المستويات على اختلافهم.

## تاريخ الفرقة والتكوين
قدمت فرقة الثلاثي المرح لون جديدا من الغناء الذي حاز اعجاب وقبول الجمهور، والتي لاتزال أغانيهم موجودة حتي الآن.
تميزت أعمالهم الغنائية أنها تناسب المناسبات المصرية حتى على المستوى الشخصي كالأفراح المصرية وأعياد الميلاد والمناسبات الاجتماعية مثل شهر رمضان.
تعززت شهرة الثلاثي المرح أكثر من خلال المشاركة في عدة استعراضات بالاشتراك مع فرقة رضا الاستعراضية.
شجى الثلاثي المرح لكثير من شاعري ذلك العصر الجميل أمثال صلاح جاهين، ومرسي جميل عزيز، وصالح جودت، وعبد الفتاح مصطفى. كما لحن لهم كثيرٌ من مبدعي ذلك العصر أمثال علي إسماعيل الذي تبانهم و كذلك سيد مكاوي، ومحمد الموجي، وحلمي بكر، وعبد العظيم محمد، وحلمي أمين، ومنير مراد، وأحمد صدقي، وعبد العظيم عبد الحق، ومن ألحان الموسيقار محمد عبد الوهاب شارك الثلاثي بالغناء في المقطوعة الموسيقية «المماليك» .

## أعضاء الفرقة
تكونت الفرقة من؛
- وفاء محمد مصطفى.
- صفاء يوسف لطفي.
- سناء البارونى شقيقة سهير الباروني.

وهن خرّيجات معهد الموسيقي العربية.

## مسيرة الفرقة
بدأوا في الظهور من خلال برامج الهواة التي كانت تقدمها الإذاعة المصرية آنذاك لتقديم الأصوات الجديدة و اعطاء الفرصة للظهور و تعريف الجمهور و كبار الملحنيين والكتاب بهم . في بادئ الأمر بدأ كلا من سناء و صفاء ثنائيا جميلا و عملوا فترة قصيرة معا في حديقة معهد الموسيقى الذي درسن به بعدها ألتقوا بـوفاء التي انضمت لهن ليكون أحلي ثلاثي في الطرب من هذا النوع من الغناء الذي تميزوا به . من هنا كانت الفكرة لتشكيل فرقة مشتركة تجمعهن حيث سمعهن الملحن علي إسماعيل و أعجب بهن و تبناهن و أطلق عليهن اسم (الثلاثي المرح) و يعتبر أكثر من لحن لهن هذا الأسلوب الجديد في دنيا الغناء .
قدمت الفقرة الأولى من حفلات عديدة، كونها تبعث دوما جواً من البهجة والتفاؤل في الحفلات التي تشارك بها، خاصة الحفلات الغنائية وليالي رمضان التي تحييها الإذاعة، واستمع اليهن الرئيس الراحل جمال عبد الناصر أكثر من مرة خلال هذه الأمسيات .
كان الحلم الأكبر لأي مطرب ان يصل صوته للمستمعين من خلال الإذاعة، فتقدمت وفاء وصفاء وسناء إلى لجنة الاستماع بالإذاعة للحصول على اجازة بالغناء، تحت مسمى (الثلاثي المرح) ،وهي المرة الأولى التي يظهر بها هذا اللون من الغناء .

## براعة الثلاثي المرح
معظم الفرق الثلاثية الغنائية التي ظهرت في مصر لم يحالفها النجاح واعتزلت باكرا لأنها تقليد واستنساخ لفرقة الثلاثي المرح، وبقي الثلاثي المرح متصدراً ومحققاً نجاحات متتالية . حُلّت الفرقة بعد سنوات النجاح هذه و لكن سيظل الثلاثي المرح يذكر كصاحب السبق الأول في تقديم هذا اللون الرائع من الغناء الممتع بالصوت و الأداء المتميز المرح الذي لا يمكن أن ينسى حتى يومنا هذا .

## التوقف والإعتزال
قرر أعضاء الثلاثي المرح الاعتزال و هن في قمة تألقهن وشهرتهن، ليس لخلاف بينهن انما بـسبب الزواج . فقد اتجهت وفاء للعمل بـالتدريس ثم انتقلت إلى دولة عربية للعمل . أما سناء فتزوجت من المخرج الكبير الراحل حسن الامام وفضلت الاستقرار الأسري . وصفاء تزوجت أيضاً من المخرج سامي أبو النور . و رغم انقطاعهن عن مواصلة العمل الفني، الا ان صداقة متينة بقيت تجمعهن .

## أعمال الفرقة
أستعانت بهن كثيرا من الفرق الموسيقية والتي كانت تغني بمصاحبتهم في حفلات عدة في الجامعات و في الأفراح .
اشتركن في تقديم العديد من الحفلات الغنائية في كثير من الدول العربية كالعراق، حيث غنين عدة الحان وباللهجة العراقية ومن أشهرها أغنية «أسعد يوم» للملحن العراقي الراحل رضا علي . كذلك، من التراث الليبي غنت الفرقة «يا العنب» .و(ياصغير في صغارنا ) و (تعال يابونا ) سجلة في لبنان من التراث الليبي و في بداية السبعينيات زار الثلاثي المرح الأردن وقدمن حفلة خاصة، تم تسجيلها في استوديوهات التلفزيون الأردني وتخللها معظم أغانيهم الجميلة .
اشتركن مع العندليب الأسمر عبد الحليم حافظ في فيلم (يوم من عمري) في أغنية (ضحك و لعب و جد و حب ) مع الفنان عبد السلام النابلسي والفنانة زبيدة ثروت و رغم انه لم يتم الإشارة إلى اسمائهن ضمن مقدمة الفيلم إلا أنهن أضفين على الأغنية جواً من الحيوية والمرح و أعجب بهن المشاهدين جدا .
قدمن أغنية (التلفزيون) في مقدمة فيلم (صغيرة على الحب) لسعاد حسني في أواسط الستينات .
اشتركن في حفلات (أضواء المدينة) حيث كان يضج المسرح بالتصفيق عندما يعلن المذيع وعلى الهواء مباشرة عن بدء فقرة (الثلاثي المرح) . تميز الثلاثي المرح بصوت جميل لكل من أعضاؤه، فكل واحدة منهن امتازت بصوت جميل وكان يؤكد هذا كل من استمع اليهن في جلسات خاصة وعائلية، عندما كانت وفاء تدندن بصوتها أغاني فيروز وصفاء وهي تستعيد أغاني اسمهان وتترنم سناء باغنيات سعاد محمد .

## أغاني الفرقة
استطاع الثلاثي المرح أن يقدم ألوانا عديدة من الغناء كالاوبريتيات الغنائية و أغاني الأعياد كعيد الفطر و عيد الأضحى و عيد الأم (كذلك شدوا للأب) و عيد الإذاعة المصرية و الأغاني الشعبية و الريفية و العاطفية و أغاني الصباح و أغاني الأطفال و أغاني الأفراح و الأغاني الوطنية و الأغاني الدينية و أغاني خاصة بـالترابط التاريخي بين مصر والسودان و أغاني المناسبات المختلفة كمناسبة توقيع الوحدة بين مصر و سوريا و ذكرى ثورة يوليو 1952 و مناسبة بناء السد العالي . التالي 88 أغنية من أجمل ماقدم من الأغنية القصيرة في الغناء العربي .
- وحوي يا وحوي
- سبحة رمضان
- أهو جيه يا ولاد
- العتبة جزاز
- البحر بيضحك ليه
- مانتاش خيالي ياوله
- حلاوة شمسنا
- يا أسمر يا سكر
- ماما ياحلوة
- أفرحوا يا بنات
- هنا مقص وهنا مقص
- هل هلال الصوم
- على نور العين
- لولا سلامك
- حمادة حمادة
- يا اهلا
- اللولي
- زق المرجيحة
- البحر بيضحك ليه
- سكر نبات
- جانا الفرح
- جانا 3 عرسان
- اما عروس واما عريس
- يا عروستنا يا لوز مقشر
- بسمة..كلمة.. قسمة
- افتح لي قلبك
- سعيدة يا حب
- ثلاث سنين اعرفك
- آه من الحب آه
- ابعد يا حب
- كل ما نكبر نحلو أكثر
- لما تروق تلقى الدنيا ورد
- احنا الثلاثة اطبا القلب
- أخونا حب
- شيل ايدك من على خدك
- يا ماشي على درب الحلوين
- يا قمره طاله على الدار
- و يا قمر يا عالي
- يا أسمر يا سكر
- يا أسمر يا بودقة
- راح أغير تليفوني
- خلاص كبرنا على الشيوكولاته
- تعيشي يا مصر
- حلوة يا بلدي يا عروسة بطرحه
- يا ولاد بلدنا
- يا ولاد حارتنا
- شربات الوحدة
- سلام يا معلم
- سنة رايحة وسنة جاية
- الفرحة اهي
- كنا وبقينا
- يا شعب السودان
- أدف يا مراكبي يم السودان
- يا فرحة وما كانت على بالي
- يا هنايا بأعز آمالي
- أنا ببني السد العالي
- يا فرحة وما كانت على بالي
- يا هنايا بأعز آمالي
- أنا ببني السد العالي
- يا صبح يسعد صباحك
- زرع الشراقي
- صباح الخير يا شمس طالعه
- صوت الكروان
- زقزق العصفور
- يا مين يصحي لي العصفور
- ملو البدرية
- أصحى يا ورد
- أوبريت «رمان الجناين»
- أوبريت «دار الهنا»
- يا ماما.. يا مامتي
- يا بابا اسمعنا
- يا بابا تعال
- حبيبي عامل بيوميه
- كلمة عمل
- الأمل والعمل
- سهرتنا حلوة الليلة
- اليوبيل الفضي
- تورتة مدورة شمعة منورة
- فستان العيد
- زوق «أدي»
- فرحني بحسنه
- مين قدي
- وحياتك يا بابا ودينا القناطر
- دا العيد النهاردة اوعى تكونش فاكر
- أنوارك هلت ما احلاها يا عيد
- أفراح العيد
- كل عام وانتم بسلام

يحسب للتلفزيون المصري، أعاد تقديم أغاني الثلاثي المرح الرمضانية، على طريقة أفلام الكرتون مع الاحتفاظ باللحن القديم، مما يتيح للأجيال الحالية الإستماع لهذه الأغاني الرمضانية، والتي بقيت من أكثر أغاني رمضان تميزاً في مرحلة الستينيات و فترات بعدها.

## روابط خارجية
- الثلاثي المرح على موقع قاعدة بيانات الأفلام العربية
- الثلاثي المرح على موقع ديسكوغز (الإنجليزية)